# George Ford
George Ford (Perth, 1993. február 24. –) ausztrál válogatott vízilabdázó, az UWA Torpedoes bekkje.

## Nemzetközi eredményei
- Világliga 4. hely (Dubaj, 2014)
- Világliga 5. hely (Bergamo, 2015)
- Világbajnoki 8. hely (Kazany, 2015)
- Világliga 5. hely (Huizhou, 2016)
- Olimpiai 9. hely (Rio de Janeiro, 2016)